# 卜鲁罕
卜鲁罕（13世纪？—1307年），蒙古巴牙惕（伯岳吾）氏，元成宗铁穆耳受册宝皇后，驸马脱里思之女。

## 生平
出生年份没有记载。元贞初年（1295年），卜鲁罕被立为皇后。大德三年（1299年）十月，授册宝。真金妻、皇太后阔阔真于次年去世，这使卜鲁罕有了更大的政治影响。由于年轻时饮酒过度，元成宗铁穆耳晚年一直被重病所扰。利用这种形势，卜鲁罕有智谋，信任相臣哈剌哈孙，代元成宗铁穆耳施政也做得比较公允，颇得好评。京师修建万宁寺，里面塑秘密佛像，面目丑怪，卜鲁罕以手帕蒙盖它的脸，传旨毁之。中书省、枢密院、御史台的大臣上奏给皇后上尊号，成宗不允。成宗车驾幸上都，皇后自请尊号。成宗说：“我病日久，国家大事多废不举，还能理此等事吗！”事情就搁置了。
元成宗唯一的儿子皇太子德寿死于大德九年十二月（1306年1月），雖然成宗還有三個兒子，但卒年不详。为了避免元成宗之兄答剌麻八剌一系即位，大德十年（1306年），元成宗病情渐重，卜鲁罕皇后趁答剌麻八剌长子海山镇守漠北，与左丞相阿忽台合谋，将答剌麻八剌的妻子答己和幼子爱育黎拔力八达送往怀州（今河南沁阳）。大德十一年（1307年）2月10日，元成宗铁穆尔去世，终年42岁，没有明确的继承人，帝位继承问题还是没有解决。卜鲁罕皇后与左丞相阿忽台等人定下计划，命真金弟忙哥剌之子、堂小叔安西王阿难答失里来京师，由自己摄政、先是阿难答辅政，并最终将帝位传给阿难答。而右丞相哈剌哈孙，却暗地里派人通知在北方带兵的海山、在怀州的答己与爱育黎拔力八达，让他们立即以奔丧为名赶赴上都夺取帝位。
答己与爱育黎拔力八达先期抵达上都。卜鲁罕皇后和阿难答等人商议，趁三月初三为爱育黎拔力八达庆贺生日的机会，除掉这对母子。而爱育黎拔力八达抢在三月初二这天先动了手，将卜鲁罕皇后和阿难答等人一网打尽。爱育黎拔力八达诬卜鲁罕皇后以“私通安西王阿难答”的罪名，贬居东安州（今河北安次区西北）。
五月，海山到达上都，赐死安西王阿难答、左丞相阿忽台等人之后即位，是为元武宗。海山称帝后，废掉卜鲁罕的皇后头衔，将她就地赐死。

## 延伸阅读
[在维基数据编辑]
 《元史·卷114》，出自宋濂《元史》
 《新元史/卷104》，出自柯劭忞《新元史》